# Огоньки (Иркутская область)
Огоньки́ — посёлок в Шелеховском районе Иркутской области России. Входит в состав Большелугского городского поселения.

## География
Посёлок находится на берегах реки Малая Олха, на расстоянии примерно 19 км к юго-юго-западу (SSW) от города Шелехов, административного центра района. Абсолютная высота — 675 м над уровнем моря.

## Население
| 2002 | 2010 | 2011 | 2012 |
| ---- | ---- | ---- | ---- |
| 41   | ↗42  | →42  | ↘41  |

### Половой состав
Согласно результатам переписи 2002 года, численность населения посёлка составляла 41 человек (20 мужчин и 21 женщина).
Согласно результатам переписи 2010 года, в посёлке проживало 42 человека (19 мужчин и 23 женщины).

## Улицы
Уличная сеть посёлка состоит из 2 улиц (ул. Вокзальная и ул. Железнодорожная).